# Penthimia atomaria
Penthimia atomaria är en insektsart som beskrevs av Walker 1870. Penthimia atomaria ingår i släktet Penthimia och familjen dvärgstritar. Inga underarter finns listade i Catalogue of Life.